# Influence (Stargate)
Pour l’article homonyme, voir Influence.
Influence est le quatrième épisode de la saison 2, et le 24e épisode de la série télévisée Stargate Universe.

## Résumé
Au hasard d'un couloir, Eli Wallace tombe sur Chloé en train d'utiliser une commande mais elle ignore comment elle est arrivée là. Plus tard il en parle au lieutenant Scott, le colonel Young les interrompt et demande à Eli d'utiliser les pierres de communications pour aller voir sa mère qui est malade. Pendant ce temps, le docteur Rush manipule en secret la navigation du Destinée et fait sortir de VSL le vaisseau dans une zone où aucune porte des Etoiles n'est à proximité.
Sur Terre, Eli rend visite à sa mère qui est à l'hôpital dans le corps de quelqu'un d'autre grâces aux pierres, il se fait donc passer pour un caporal qui travaille avec lui et qui lui demande en son nom de reprendre son traitement. Camile Wray rend également visite à sa compagne Sharon.
Sur le Destinée, les prisonniers de l'Alliance luxienne retenus depuis la tentative d'invasion sont libérés mais placés chacun sous escorte d'un soldat, dans le même temps Chloé est introuvable sur le vaisseau.
Rush fait repasser le vaisseau en VSL, il a des visions de Gloria qui lui rappelle que deux personnes sont déjà mortes par sa faute et qu'il ne peut faire à lui tout seul le travail d'un équipage. Chloé est finalement retrouvée dans une pièce sombre du vaisseau alors qu'elle a perdu une partie de la mémoire. Au chevet de sa mère, Eli finit par craquer et lui révèle l'existence du programme Porte des Etoiles ainsi que sa véritable identité, évidemment elle ne le croit pas.
Après avoir retrouvé Chloé, le lieutenant Scott décide de lire son journal intime et tombe sur des textes écrits en Anciens et des formules mathématiques complexes. Le colonel Young décide après l'avis de Rush de la placer sous surveillance.
Devant l'hôpital, Eli demande de l'aide à la seule personne qui peut comprendre ce qui se passe : Camille Wray.
Rush profite de ses tours de surveillance de Chloé pour la faire travailler sur des équations qu'il n'arrive pas à résoudre.
Varro rend visite à Simeon un autre membre de l'alliance Luxienne qui a créé des problèmes depuis qu'il a été relâche et lui demande d'être réellement coopératif.
Rush fait à nouveau sortir le vaisseau de VSL sans aucune raison, le reste de l'équipage commence à avoir des soupçons sur lui puisqu'il ne répond pas non plus à la radio. Le colonel Young finit par le coincer et l'oblige à avouer une partie de son secret, alors Rush lui montre un couloir dans lequel il travaille en écrivant de nombreuses équations sur le mur. Il raconte aussi que Chloé lui a permis de résoudre l'une d'entre elles et l'accuse de pouvoir être dangereuse. Elle est donc immédiatement placée en quarantaine.
Sur Terre, Sharon ne supporte plus de voir Camille dans le corps de quelqu'un d'autre. Plus tard, Camille aide Eli en permettant à sa mère de venir sur le Destinée et de le voir exceptionnellement en vrai. Rush pense avoir trouvé une solution pour soigner Chloé, il veut utiliser la chaise des Anciens et son interface neuronale. Après avoir donné son accord, Chloé s'assoit sur la chaise puis s'évanouit. On apprend plus tard qu'elle n'est pas guérie mais elle décide de garder ce secret avec Rush.

## Distribution
- Robert Carlyle : Dr. Nicholas Rush
- Justin Louis : Everett Young
- Brian J. Smith : Matthew Scott
- Elyse Levesque : Chloe Armstrong
- David Blue : Eli Wallace
- Alaina Huffman : Tamara Johansen
- Jamil Walker Smith : Ronald Greer
- Julia Anderson : Vanessa James
- Ming-Na : Camile Wray
- Mark Burgess : Jeremy Franklin
- Patrick Gilmore : Dale Volker
- Peter Kelamis	: Adam Brody
- Jennifer Spence : Lisa Park
- Reiko Aylesworth : Sharon Walker
- Louise Lombard : Gloria Rush
- Alisen Down : Dr. Brightman
- Robert Knepper : Simeon
- Mike Dopud : Varro
- Glynis Davies : Maryann Wallace
- Leanne Adachi : Caporal Barnes
- Colin Bremner : Soldat Tracy
- Primo Allon : Koz

## Production

### Tournage
Cet épisode a été le premier à être tourné de la saison 2 même s'il ne s'agit que du quatrième dans l'ordre de diffusion. C'est également la première fois, que Robert Carlyle en plus de son rôle d'acteur (en tant que Nicholas Rush) réalise un épisode de la franchise Stargate.

### Musique
La musique du générique de fin est une composition au piano intitulée "Ascolta" et écrite par Ludovico Einaudi.

## Réception

### Audiences
C'est le premier épisode de la série à passer sous la barre du million de téléspectateurs pour sa première diffusion aux États-Unis avec 0,97 million de personnes qui ont vu cet épisode.